# Pareremus callabonnensis
Pareremus callabonnensis är en insektsart som först beskrevs av Johann Gottlieb Otto Tepper 1895.  Pareremus callabonnensis ingår i släktet Pareremus och familjen Gryllacrididae. Inga underarter finns listade i Catalogue of Life.